# Церковь Николая Чудотворца (Николаевка, Неклиновский район)
Церковь Николая Чудотворца ― православный храм в селе Николаевка, Неклиновский район, Ростовская область, Россия. Относится к Ростовской и Новочеркасской епархии. Построена в середине XIX века.

## История
Первая церковь в селе Николаевка была построена в 1782 году. Церковь была деревянной и просуществовала недолго: в 1878 году она сгорела по неустановленным причинам. На месте сгоревшей церкви вскоре построили новую, освящённую в честь Преображения Господня. Возвели её из брёвен старой церкви во имя Архистратига Михаила, которая располагалась в Таганрогской крепости.
Примерно около 1850 года в селе вместо деревянной церкви была построена каменная с двумя приделами: первый был освящён в честь Преображения Господня, другой ― в честь бессребреников Космы и Дамиана.
При советской власти предпринимались неоднократные попытки закрыть церковь. Известно, что священник храма Григорий Калиновский был расстрелян по обвинению в нарушении декрета «Об отделении церкви от государства».
Во время немецкой оккупации в здании церкви размещались советские военнопленные. При отступлении нацисты загнали их в подвал и забросали гранатами. Здание церкви также пострадало от боевых действий: так, в колокольне до сих пор находится обезвреженная авиабомба.
В 1950-х годах, во время антирелигиозной кампании Никиты Хрущёва, храм был закрыт и разграблен, помещения его использовались сначала в качестве спортивного зала, затем ― как зернохранилище и склад химикатов.
С 1989 года храм начали восстанавливать. Сейчас он полностью отремонтирован, при нём устроена воскресная приходская школа.